# Chicago Golf Club
De Chicago Golf Club is een golfclub in Wheaton buiten Chicago, Illinois. Na de Shinnecock Hills Golf Club in Long Island (New York), is de Chicago GC de tweede golfclub in de Verenigde Staten en de eerste met een 18 holesbaan. De club is tevens een van de vijf oprichters van de United States Golf Association in 1894.

## Geschiedenis
De club is in 1892 opgericht door de Engelsman Charles Blair MacDonald, die enkele maanden eerder als effectenmakelaar in Chicago was komen wonen. In Schotland had hij leren golfen, en nu mocht hij zeven holes aanleggen op het landgoed van vrienden in Lake Forest. Zijn vrienden waren zo enthousiast dat zij geld verzamelden om een echte golfbaan aan te leggen, hetgeen weldra voor een paar honderd dollar gebeurde. Via zijn voormalige thuisclub, de Royal Liverpool Golf Club, liet hij zes set golfclubs sturen. In 1893 werd de golfbaan uitgebreid.
Een jaar later waren er voldoende investeerder om in Wheaton een echte mooie baan aan te leggen, waarvoor MacDonald het ontwerp maakte. Op een oud poloveld werd de drivingrange aangelegd, de holes lagen daaromheen. Het was ook de eerste baan waar een out-of-bounds regel werd ingesteld. 

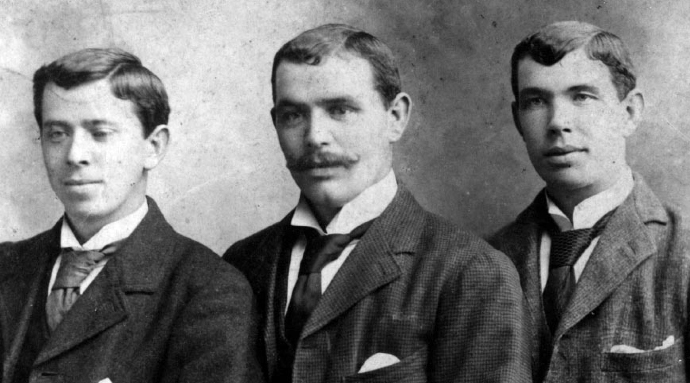
Robert, Jim en Dave Foulis

MacDonald wilde ervoor zorgen dat er een professional uit Schotland overkwam om les te geven. Hij bood Robert Foulis een baan aan, maar die had net een golfbal tegen zijn oog gekregen, zodat zijn broer Jim in 1895 op de Chicago Golf Club ging werken. Hij werd tien jaar later opgevolgd door zijn broer David, die er ook ruim tien jaar werkte. 
Naast het lesgeven hebben de broers grote invloed gehad op de ontwikkeling van golfballen en -clubs, en ze hebben diverse banen in de omgeving ontworpen. Ook introduceerde David de metalen ring om de hole in de green te maken, en hij paste de ring zo aan, dat de vlag erdoor werd vastgehouden. Ook hun broer John werkte op de club. Hij maakte ballen en deed de boekhouding. Hij overleed in 1907.
Een beroemd lid was Margaret Abbott, die in 1900 als eerste Amerikaanse vrouw goud won op de Olympische Zomerspelen op de Golf Club de Compiègne.
In 1923 is de baan opnieuw aangelegd, ditmaal door Seth Raynor.
De Chicago Golf CLub is een zeer besloten club met maximaal 125 leden. Eén daarvan is Ben Crenshaw.

## Toernooien
Al ruim een eeuw lang worden er belangrijke toernooien op deze club gespeeld. Een selectie:

#### US Open
- 1897: Joe Lloyd
- 1900: Harry Vardon
- 1911: John McDermott

#### US Amateur
- 1897: H. J. Whigham
- 1905: Chandler Egan
- 1909: Robert A. Gardner
- 1912: Jerome Travers

In 1912 wordt voor het eerst een nationale handicaplijst samengesteld om het aantal inschrijvingen voor het US Amateur te beperken.

#### US Amateur Dames
- 1903: Bessie Anthony

#### US Senior Amateur
- 1979: William C. Campbell

#### Western Junior
- 1992: John Curley

#### Walker Cup
- 1928: USA wint van Groot-Brittannië & Ierland met 11 - 1
- 2005: USA wint van Groot-Brittannië & Ierland met 12½ - 11½

## Regels
Op de Chicago GC is voor het eerst besloten dat er een out-of-bounds aanduiding moest komen met bijbehorende regels.
In 1912 is in overleg met de Royal & Ancient Golf Club of St Andrews besloten in de toekomst nieuwe regels in overleg in te voeren.